# Genkō yōshi
Genkō yōshi (jap. 原稿用紙, dt. Manuskriptblätter) sind in Japan benutzte Papierblätter zum Schreiben mit einem Kästchenraster von zumeist 200 oder 400 quadratischen Kästchen je Seite. Je ein Kästchen wird für ein Schriftzeichen oder ein Interpunktionszeichen verwendet. Genkō yōshi können mit allen gängigen Schreibwerkzeugen, wie Bleistift, Schreibstift oder Schreibpinsel, mit oder ohne Shitajiki (下敷き, dt. Schreibunterlage) verwendet werden.
Während Genkō yōshi früher für alle erdenklichen Schriftstücke schriftstellerischer Art oder auch im Alltagsleben verwendet wurden, ist heutzutage der Computer zum bevorzugten Mittel des Schriftverkehrs geworden. Dennoch besitzen viele Programme Genkō yōshi Vorlagen. Zudem werden Manuskriptblätter gegenwärtig noch immer ausgiebig von Schülern und Studenten verwendet. Bisweilen werden Genkō yōshi auch für das Erlernen der japanischen Sprache empfohlen, um den richtigen Zeichenabstand zu schulen.

## Form

Verwendung der Manuskriptblätter (400 Kästchen je Seite):
Bei vertikaler Schreibung beginnt man rechts oben, bei horizontaler links oben.
1. Die Überschrift steht in der ersten Zeile, wobei die ersten drei Kästchen frei bleiben.
2. Der Name des Verfassers steht in der zweiten Zeile, Vor- und Zuname werden durch ein leeres Kästchen voneinander getrennt, das letzte (unterste) Kästchen bleibt ebenfalls frei.
3. Der Text beginnt in Zeile drei. Jeder Absatz beginnt mit einem leeren Kästchen.
4. Vor und nach einer Unterüberschrift bleibt eine Zeile leer. Die Unterüberschrift beginnt im dritten Kästchen.
5. Interpunktionszeichen nehmen ein eigenes Kästchen ein, außer sie nehmen das erste Kästchen einer neuen Zeile ein. In diesem Fall stehen sie gemeinsam mit dem Schriftzeichen im letzten Kästchen der vorausgegangenen Zeile.

Üblicherweise werden Genkō yōshi für die vertikale Schreibung (縦書き, tategaki) benutzt, obgleich sie, um 90 Grad gedreht, auch für die horizontale Schreibung (横書き, yokogaki) verwendet werden können. Ein Manuskriptblatt im B4-Format bildet mit zweimal 10 Zeilen zu 20 Kästchen eine Doppelseite. Zwischen den Kästchenreihen (Zeilen) ist Platz, um Furigana (Ruby) hinzuzufügen. In der Mitte des Blattes, zwischen den beiden Seiten ist Freiraum zum Falten oder Binden der Manuskriptblätter.

## Regeln für die Verwendung
- Vor der Überschrift werden im Allgemeinen drei, vor jedem neuen Abschnitt je ein Kästchen am Beginn der Zeile frei gelassen.
- Satzzeichen und Klammern nehmen ein eigenes Kästchen ein (Ausnahme: um die Lesbarkeit nicht zu beeinträchtigen, dürfen sie nicht im ersten Kästchen einer Zeile stehen. In diesem Fall wird das Satzzeichen oder die Klammer zusammen mit dem Schriftzeichen in das letzte Kästchen der vorausgegangenen Zeile geschrieben).
- Werden im Text lateinische Buchstaben verwendet, so stehen je zwei Buchstaben in einem Kästchen.
- Hinter dem Fragezeichen und dem Ausrufezeichen folgt ein leeres Kästchen.
- Gepunktete und durchgezogene Linien erstrecken sich stets über zwei Kästchen.
- Beim Zitieren längerer Passagen werden vor dem Zitat wahlweise ein oder zwei Kästchen frei gelassen.